# Bataille de Tanger (1664)
Pour les articles homonymes, voir Bataille de Tanger.
La bataille de Tanger s'est déroulée le 4 mai 1664, lorsque les forces de Khadir Ghaïlan prirent en embuscade un détachement de la garnison anglaise de Tanger, dirigée par le gouverneur Andrew Rutherford, comte de Teviot, qui a été tué durant les combats. Ce fut la plus lourde défaite subie par la garnison durant l'occupation anglaise de Tanger (1661-1684).

## Contexte
L'officier écossais Rutherford réalisa, dès sa prise de fonctions, plusieurs réformes importantes à Tanger. Il ordonna la construction de nouvelles forteresses pour protéger la ville et remporta plusieurs succès contre les forces de Gayland (son nom anglais), un dirigeant local marocain.
Un des problèmes majeurs auquel il devait faire face était le manque de matériaux de construction. Le 4 mai, il dirigea ses troupes, composées d'anglais et de soldats irlandais, vers la « colline juive » (ou « Mont Juif »). L'expédition devait recueillir des stocks de pierre, de bois, de nourriture (fourrageage) et de branches sèches que les troupes Maures avaient utilisées comme couverture lors de leurs attaques sur Tanger.

## Embuscade
Après avoir traversé la « rivière Juive », le comte de Teviot rencontra près de 3 000 guerriers marocains. Les forces anglaises ripostèrent rapidement et mirent en déroute les Marocains. Les Anglais poursuivirent leurs ennemis qui semblaient en fuite. Il devint rapidement évident qu'il s'agissait d'un piège. Une force bien plus nombreuse attendait les Anglais en embuscade. Le terrain était difficilement praticable pour les Britanniques qui subirent une attaque où ils furent dépassés par le nombre.
Le comte de Teviot tenta de rassembler ses hommes sur le haut de la « colline juive » mais seuls 30 des 500 hommes sortirent indemnes de l'embuscade, fuyant vers Tanger. Comme lors d'autres attaques marocaines, les cadavres anglais furent mutilés.

## Conséquences
À la mort du comte de Teviot, son ancien lieutenant-gouverneur, John Fitzgerald, devint le nouveau commandant de Tanger. La pression marocaine sur Tanger s'affaiblit en raison de l'évolution politique du Maroc. En 1666, Fitzgerald négocie un cessez le feu resté sans effets. La ville n'a pas subi d'attaque d'envergure avant le grand siège de Tanger, en 1680.